# 中村太洸
中村 太洸（なかむら たいこう、1977年 - ）は、広島県出身の映像ディレクター。株式会社AbemaTV所属。

## 経歴
京都造形芸術大学 卒業後、MTV STATION-IDコンテストでジョン・C・ジェイ賞の受賞をきっかけにMTVジャパンに入社。
2017年1月、株式会社サイバーエージェントに入社、Abema VX (Visual and Video Xperience) Studio所属になる。
- 2000年 - 2008年：MTVジャパン[2]
- 2010年 - 2014年：KRK PRODUCE Inc.[2]
- 2014年 - 2016年：VISUALNOTES Inc.[2]
- 2017年 - ：株式会社サイバーエージェント[4]

## 作品

### ミュージック・ビデオ
上野優華
- 「好きになってもいいですか?」

AKB48グループ
- AKB48
  - 「胡桃とダイアローグ」（team A）
  - 「エリアK」（DIVA）
  - 「これからWonderland」
  - 「抱きしめちゃいけない」（アンダーガールズ）
  - 「Vamos」（アンダーガールズ ばら組）
  - 「隣人は傷つかない」（Team A）
  - 「羊飼いの旅」（スペシャルガールズB）
  - 「ちょうだい、ダーリン!」
  - 「なんてボヘミアン」（アンダーガールズ）
  - 「孤独な星空」（Team A）
  - 「永遠より続くように」（OKL48）
  - 「チームB推し」
  - 「バラの果実」（アンダーガールズ）
  - 「快速と動体視力」（アンダーガールズ）
  - 「LOVE修行」
  - 「愛しきライバル」（Team K）
  - 「掌が語ること」
  - 「セーラーゾンビ」（ミルクプラネット）
  - 「教えてMommy」
  - 「風の螺旋」（こじ坂46）
  - 「従順なSlave」（Team A）
  - 「君の第二章」
  - 「君にウェディングドレスを…」（フューチャーガールズ）
  - 「背中言葉」
  - 「考える人」（Team 4）
  - 「夢へのルート」（Team 8）
  - 「光と影の日々」
  - 「思春期のアドレナリン」（Team 8 WEST）
  - 「あの日の自分」
  - 「Position」（AKB48若手選抜）
  - 「ある日 ふいに…」（フューチャーガールズ）

- SKE48
  - 「パパは嫌い」（紅組）
  - 「ときめきの足跡」（白組）
  - 「シャララなカレンダー」（Team E）
  - 「いつのまにか、弱い者いじめ」（セレクション8）
  - 「待ち合わせたい」（Team E）
  - 「バナナ革命」（Team E）
  - 「消せない炎」（Team S）
  - 「音を消したテレビ」（Team E）
  - 「焦燥がこの僕をだめにする」（Team KII）
  - 「チキンLINE」
  - 「旅の途中」（宮澤佐江と仲間たち）
  - 「サヨナラが美しくて」（柴田阿弥と4期生）

- HKT48
  - 「昔の彼氏のお兄ちゃんとつき合うということ」（Team KIV）
  - 「アイドルの王者」（Team H）
  - 「ロックだよ、人生は…」
  - 「アインシュタインよりディアナ・アグロン」（なこみく & めるみお）
  - 「空耳ロック」（Team TII）
  - 「必然的恋人」
  - 「隣の彼はカッコよく見える」（プラチナガールズ）

- NGT48
  - 「Maxとき315号」
  - 「みどりと森の運動公園」
  - 「青春時計」
  - 「青春時計（豆腐メンタル Remix by tofubeats）」

- STU48
  - 「大好きな人」

- SDN48
  - 「孤独なランナー」
  - 「愛、チュセヨ」
  - 「口説きながら麻布十番 duet with みの もんた」
  - 「負け惜しみコングラチュレーション」

- ノースリーブス
  - 「Answer」
  - 「ペディキュアday」

- Not yet
  - 「週末Not yet」
  - 「波乗りかき氷」
  - 「ペラペラペラオ」

- フルマリオン
  - 「愛してるとか、愛してたとか」

- 岩佐美咲
  - 「無人駅」
  - 「もしも私が空に住んでいたら」
  - 「鞆の浦慕情」
  - 「初酒」
  - 「ごめんね東京」

- 河西智美
  - 「Enjoy your life !」

- 指原莉乃
  - 「意気地なしマスカレード」（指原莉乃 with アンリレ）

- 高橋みなみ
  - 「破れた羽根」

- 松井咲子
  - 「魂の移動〜ぐぐたす民のテーマ〜」

恵比寿★マスカッツ
- 「バッキャロー」

坂道シリーズ
- 乃木坂46
  - 「偶然を言い訳にして」
  - 「でこぴん」
  - 「その先の出口」
  - 「魚たちのLOVE SONG」
  - 「せっかちなかたつむり」
  - 「命の真実 ミュージカル「林檎売りとカメムシ」」
  - 「2度目のキスから」
  - 「まあいいか?」
  - 「スカウトマン」
  - 「ジコチューで行こう!」

- 欅坂46
  - 「また会ってください」（長濱ねる）

つりビット
- 「Chuしたい」「My Victory」
- 「Get ready Get a chance」
- 「1010〜とと〜」

浪川大輔
- 「TRISING!」

PiXMiX
- 「その先へ」

Block B
- 「HER（Japanese Version)」

ベッド・イン
- 「GOLDの快感」
- 「男はアイツだけじゃない」

マッチョ29
- 「メリメリメリークリスマス~never forget memory~」

YURiKA
- 「ふたりの羽根」

ラストアイドル
- 「この恋はトランジット」（Someday Somewhere）
- 「どれくらい好きになれば」（ヤンマガ選抜）
- 「僕たちは空を見る」